# Ивановка (Октябрьский район, Волгоградская область)
Ивановка — село в Октябрьском районе Волгоградской области России, административный центр Ивановского сельского поселения.
Население - 474 (2021)

## История
Дата основания не установлена. Предположительно основано в XVIII веке. Согласно Списку населённых мест Земли Войска Донского в 1859 году владельческий посёлок Ивановский относился ко Второму Донскому округу. В посёлке имелось 40 дворов, проживало 370 душ мужского и 365 женского пола.
К 1897 году Ивановка получила статус слободы, согласно переписи населения 1897 года в слободе Ивановской, относившейся к Громославской волости, проживало 344 душ мужского и 340 женского пола
Согласно Алфавитному списку населённых мест Области Войска Донского 1915 года в слободе Ивановке проживало 421 душа мужского и 431 женского пола.
В январе 1919 году в селе был образован сельский совет. В 1928 году село Ивановка вошло в состав Калачевского района Сталинградского округа Нижневолжского края (с 1934 года - Сталинградский край). В ноябре 1929 года началась массовая коллективизация, организован колхоз "Коминтерн". В 1935 году село Ивановка включено в состав Ворошиловского района (с 1957 года - Октябрьский район) Сталинградского края (с 1936 года - Сталинградской области, с 1961 года - Волгоградская область).
В годы войны в районе села проходили ожесточённые бои. Четыре месяц село было оккупировано румынскими захватчиками. В 1965 году в связи с реорганизацией колхоза "Коминтерн" и колхоза "Дружба" села Громославка был создан один сельский совет Громославский. Ивановский сельский совет вновь образован в 1997 году.

## География
Ивановка расположена в степной зоне на северо-западе Ергенинской возвышенности, относящейся к Восточно-Европейской равнине, на реке Мышкова, на высоте около 60 метров над уровнем моря. Рельеф местности холмисто-равнинный, осложнён балками и оврагами. Почвы - каштановые солонцеватые и солончаковые.
По автомобильным дорогам расстояние до центра Волгограда составляет 190 км, до районного центра посёлка Октябрьский - 37 км. Ближайшее село Громославка расположено в 6 км к западу от Ивановки. 
Климат
Климат умеренный континентальный с жарким летом и малоснежной, иногда с большими холодами, зимой. Согласно классификации климатов Кёппена климат характеризуется как влажный континентальный (индекс Dfa). Температура воздуха имеет резко выраженный годовой ход. Среднегодовая температура положительная и составляет + 8,9 °С, средняя температура января -6,4 °С, июля +24,5 °С. Расчётная многолетняя норма осадков - 369 мм, наибольшее количество осадков выпадает в декабре (39 мм) и июне (38 мм), наименьшее в марте (23 мм). 
Часовой пояс
Ивановка, как и вся Волгоградская область, находится в часовой зоне МСК (московское время). Смещение применяемого времени относительно UTC составляет +3:00.

## Население
Динамика численности населения по годам:
| 1859 | 1873 | 1897 | 1915 | 1987 | 2002 |
| ---- | ---- | ---- | ---- | ---- | ---- |
| 735  | 762  | 684  | 852  | ≈570 | 513  |

| 2010 | 2012 | 2013 | 2014 | 2015 | 2016 | 2017 |
| ---- | ---- | ---- | ---- | ---- | ---- | ---- |
| 511  | ↘504 | ↘502 | ↗503 | ↗508 | ↘501 | ↘493 |
| 2018 | 2019 | 2020 | 2021 |      |      |      |
| ↘486 | ↗487 | ↘482 | ↘474 |      |      |      |